# ロジャース・ムタグワ
ロジャース・ムタグワ(Rogers Mtagwa、男性 1979年3月22日- )は、タンザニアのプロボクサー。ドドマ出身。

## 来歴
1999年2月プロデビュー。判定勝ちを収める。2000年4月まで母国で試合を行い、12戦で10勝2敗。
2000年5月アメリカフィラデルフィアに渡りアメリカデビュー。トレーナーにホルヘ・リナレス等を指導しているフレディ・ローチを雇った。
19戦まで勝ち、負け、引き分けを繰り返す。
その後のちに世界王者になるオルランド・サリドやビリー・ディブなどと対戦するも敗れてしまう。
2008年11月7日のちにジョニー・ゴンザレスと対戦するトマス・ビジャと対戦し打ち合いを制し10回TKO勝ち。
2009年10月10日ニューヨークマディソン・スクエア・ガーデンにてWBOスーパーバンタム級王者ファン・マヌエル・ロペスと対戦し苦しめたが僅差判定負けで王座獲得失敗。
2010年1月23日マディソン・スクエア・ガーデンにてWBAフェザー級王者ユリオルキス・ガンボアと対戦したが2回TKO負けでまたしても獲得失敗。
再起戦を挟んで2011年9月15日テキサス州カウンティコロシアムにて、ジョニー・ゴンザレスが持つWBCフェザー級タイトルをかけ対戦したが、2回フックが顎を捕えふらついたところをアッパーをまとめさらに追撃してきたところでレフェリーストップ。TKO負けで王座獲得ならず。